# سعود بن عبد الرحمن بن حسن آل ثاني
الشيخ سعود بن عبد الرحمن بن حسن آل ثاني (19 فبراير 1970-) سياسي ودبلوماسي قطري، وهو نائب رئيس مجلس الوزراء ووزير الدولة لشؤون الدفاع، ورئيس الديوان الأميري السابق، والسفير الأسبق لدولة قطر في ألمانيا، بدأ حياته المهنية بعد ان أنهى دراسته في الولايات المتحدة الأمريكية واكتسب خبرات عسكرية عديدة كونه التحق بالعمل في القوات المسلحة القطرية لفترات طويلة فأصبح خبير سياسي وعسكري محنك، وله بصمة مؤثرة في المجال الرياضي في دولة قطر وشغل عدة مناصب على المستوى الرياضي وكان من أهمها نائب رئيس الأتحاد الدولي للمبارزة، والأمين العام للجنة الأولمبية القطرية، شارك في العديد من الدورات العسكرية في كل من الأردن والإمارات العربية المتحدة، وعُين سفير لدولة قطر لدى ألمانيا وسفيرا غير مقيم لدى جمهورية التشيك خلال الفترة من 2017-2019 وشغل منصب مساعد رئيس الديوان الأميري بدرجة وزير، خلال الفترة من 2019-2020, بموجب القرار الأميري رقم (31) لسنة 2019. وتم تعيينه رئيسا للديوان الأميري يوم 27 أكتوبر 2020 بموجب القرار الأميري رقم (5) لعام 2020, وعُين الشيخ سعود بن عبدالرحمن آل ثاني نائبا لرئيس مجلس الوزراء ووزيرا للدولة لشؤون الدفاع، بموجب الأمر الأميري رقم (2) لسنة 2024 بتعديل مجلس الوزراء.

## المؤهلات العلمية
- حاصل على شهادة البكالوريوس في علوم الهندسة الكهربائية من جامعة ولاية نيو مكسيكو في الولايات المتحدة الأمريكية عام 1993م.
- ماجستير في الإدارة الرياضية من جامعة ليون الفرنسية تحت رعاية اللجنة الأولمبية عام 2003م.
- شهادة في القانون الرياضي من منتدى قطر- الدوحة عام 2009م.
- دكتوراه فخرية من الأكاديمية الرياضية الوطنية في بلغاريا عام 2013م.

### الدورات التدريبية
- التدريب الأساسي في الاتصالات والتخطيط من أكاديمية قوات الدفاع في دولة الإمارات العربية المتحدة عام 1998م
- دورة في التدريب المتقدم في مجالات الإتصال والتخطيط من أكاديمية سلاح الدفاع الأردني عام 1998م.

## الخبرات المهنية
- قائد فصل الاتصالات في سلاح الإشارة في القوات المسلحة القطرية للفترة 1994-1997م.
- ركن ثاني شؤون فنية ومشاريع في سلاح الإشارة في القوات المسلحة القطرية للفترة 1997-2001م.
- قائد الاتصالات في قوات صقر الخليج (6) القوات المسلحة القطرية خلال الفترة 2001-2002م.
- الأمين العام للجنة الأولمبية القطرية 2002-2015م.
- عضو المكتب التنفيذي للجان الأولمبية لدول مجلس التعاون الخليجي عام 2002م.
- نائب رئيس المجلس الأولمبي الآسيوي عام 2003م.
- مدير دورة كأس الخليج العربي ال17 في قطر عام 2004م.
- نائب رئيس الأتحاد الآسيوي للمبارزة خلال الفترة 2004-2012م.
- نائب رئيس الأتحاد الدولي للمبارزة للفترة 2005-2009م.
- المدير العام لدورة العاب غرب آسيا الثالثة عام 2005م.
- رئيس التحاد القطري لكرة السلة عام 2011م.
- سفير دولة قطر لدى جمهورية ألمانيا خلال الأعوام 2016-2019م.[5]
- رئيس الديوان الأميري القطري عام 2020م وما زال.[6]